# パーゴ (原子力潜水艦)
|           |                                    |
| 艦歴      |                                    |
| 発注      | 1963年3月26日                      |
| 起工      | 1964年6月3日                       |
| 進水      | 1966年9月17日                      |
| 就役      | 1968年1月5日                       |
| 退役      | 1995年4月14日                      |
| 除籍      | 1995年4月14日                      |
| その後    | 原子力艦再利用プログラム           |
| 性能諸元  |                                    |
| 排水量    | 4,600トン                          |
| 全長      | 292 ft (89 m)                      |
| 全幅      | 31 ft (9.4 m)                      |
| 吃水      | 28 ft 8 in (8.7 m)                 |
| 機関      | S5W reactor                        |
| 最大速    | 20+ ノット (37 km/h; 23 mph)       |
| 乗員      | 107名                              |
| 兵装      | 21インチ魚雷発射管4基、 サブロック |
| モットー: |                                    |

パーゴ (USS Pargo, SSN-650) は、アメリカ海軍のスタージョン級原子力潜水艦の8番艦。艦名は西インド諸島に生息するパーゴに因んで命名された。その名を持つ艦としてはガトー級潜水艦52番艦(SS-264)以来2隻目。

## 艦歴
パーゴの建造は1963年3月26日にコネチカット州グロトンのジェネラル・ダイナミクス、エレクトリック・ボート社に発注され、1964年6月3日に起工した。1966年9月17日にジェームズ・L・ホロウェイ・ジュニア夫人によって命名、進水し、1968年1月5日にスティーヴン・A・ホワイト艦長の指揮下就役する。
パーゴは第2潜水艦開発部隊に配属され、コネチカット州ニューロンドンを母港とする。聴音公試およびグロトンでの公試後有用性検査の後、1968年5月27日から6月7日までスコーピオン (USS Scorpion, SSN-589) の捜索に参加し、その後はカリブ海およびニューロンドン沖で様々な試験を行った。
パーゴは1995年4月14日に退役し、同日除籍された。その後ワシントン州ブレマートンで原子力艦再利用プログラムの下1994年10月1日に解体作業が始まり、1996年10月15日に廃棄が完了した。